# Astragalus anthosphaerus
Astragalus anthosphaerus är en ärtväxtart som beskrevs av Karl Heinz Rechinger och Alexander Gilli. Astragalus anthosphaerus ingår i släktet vedlar, och familjen ärtväxter. Inga underarter finns listade i Catalogue of Life.